# Marcus Faber

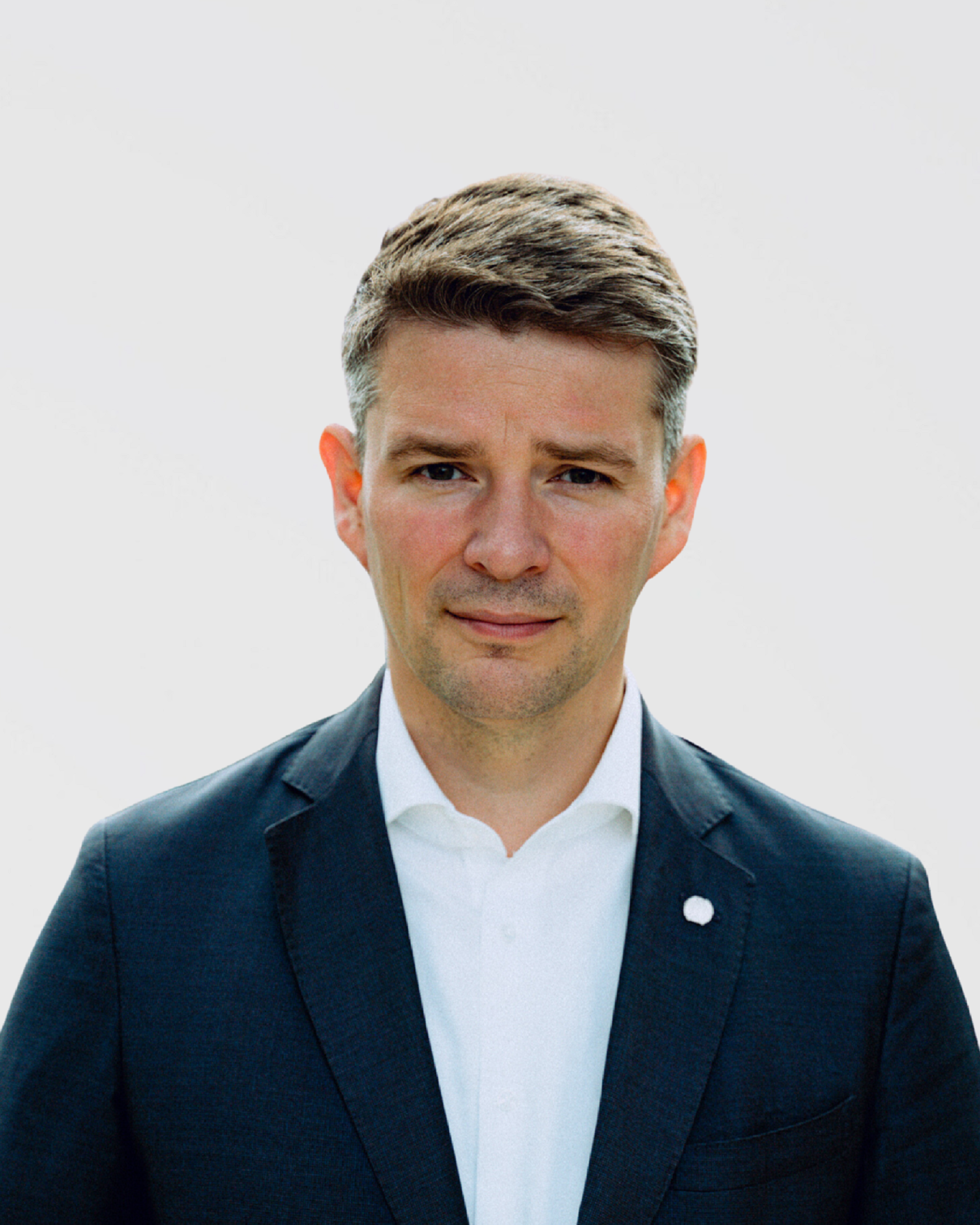
Marcus Faber (2024)

Marcus Faber (* 4. Februar 1984 in Stendal) ist ein deutscher Politiker (FDP). Er war von 2017 bis 2025 Mitglied des Deutschen Bundestages und dort ab Juni 2024 Vorsitzender des Verteidigungsausschusses.

## Leben und Beruf
Faber besuchte das Rudolf-Hildebrand-Gymnasium in Stendal, wo er im März 2003 sein Abitur ablegte. Anschließend leistete er seinen Grundwehrdienst als Panzerpionier in der Elb-Havel-Kaserne in Havelberg. Von 2003 bis 2008 absolvierte er ein Studium der Politikwissenschaft an den Universitäten Potsdam und Western Sydney, das er mit dem akademischen Grad eines Diplom-Politikwissenschaftlers abschloss. Im Anschluss nahm er ein Promotionsstudium an der Universität Potsdam auf, wo er 2013 mit einer Arbeit zum Thema Direkte Demokratie auf Länderebene zum Dr. rer. pol. an der Wirtschafts- und Sozialwissenschaftlichen Fakultät promovierte.
2013 war Faber als wissenschaftlicher Mitarbeiter im Deutschen Bundestag tätig. Von 2013 bis 2014 arbeitete er als Referent für Grundsatzfragen im Landtag Brandenburg. Ab 2015 war er als Referent für Handel, Kommunales, Hotel, Logistik und Bürgerbeteiligung beim Zentralen Immobilien Ausschuss angestellt.

## Politische Ämter und Mandate

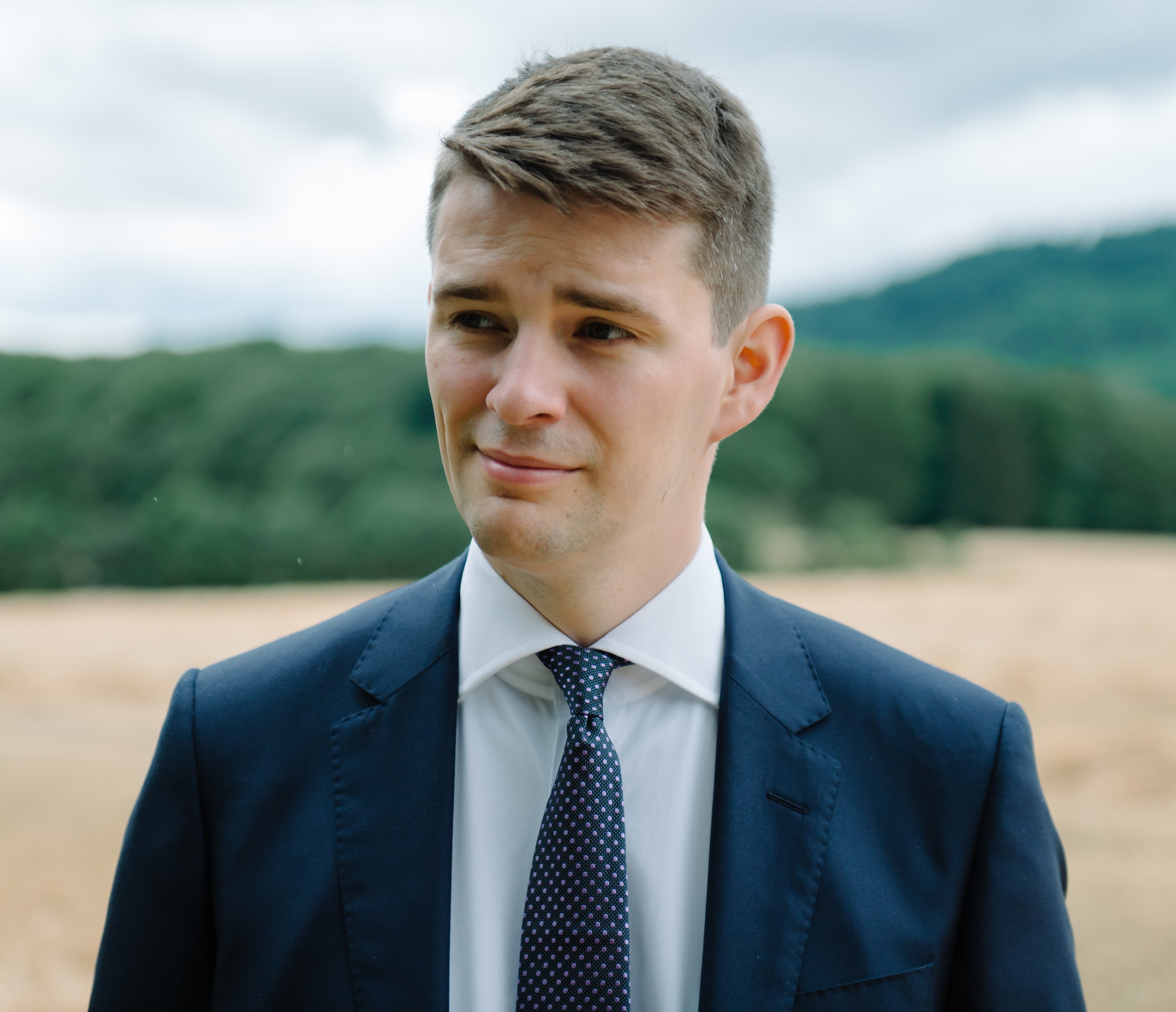
Marcus Faber (2015)

Faber ist seit 2007 Vorsitzender des FDP-Kreisverbands Stendal. Er war von 2009 bis 2011 Landesvorsitzender der Jungen Liberalen Sachsen-Anhalt. Er ist seit 2011 stellvertretender Landesvorsitzender der FDP Sachsen-Anhalt. Bei der Bundestagswahl 2013 trat er als Direktkandidat im Bundestagswahlkreis Altmark an und erhielt 1,4 Prozent der Erststimmen. Seit 2015 ist er Mitglied im FDP-Bundesvorstand.
Bei der Bundestagswahl 2017 trat Faber erneut im Bundestagswahlkreis Altmark an, wo er 6,7 Prozent der Erststimmen erhielt. Er zog über die Landesliste der FDP in den Deutschen Bundestag ein. In dieser Legislaturperiode war er ordentliches Mitglied des Verteidigungsausschusses sowie stellvertretendes Mitglied des Ausschusses für Ernährung und Landwirtschaft und des Ausschusses für Bau, Wohnen, Stadtentwicklung und Kommunen. Von 2019 bis 2024 war Faber Mitglied des Kreistages im Landkreis Stendal. Von 2010 bis 2024 war er Stadtrat von Stendal.
Nachdem Frank Sitta als Landesvorsitzender der FDP Sachsen-Anhalt zurückgetreten war, leiteten Faber und Lydia Hüskens ab Ende September 2020 als amtierende Landesvorsitzende vorübergehend gemeinsam den Landesverband. Auf dem Parteitag der FDP-Sachsen-Anhalt im Juli 2021 wurde Hüskens zur Landesvorsitzenden und Faber zu einem von zwei stellvertretenden Vorsitzenden gewählt.
Faber trat bei der Bundestagswahl 2021 als Spitzenkandidat der FDP Sachsen-Anhalt an. Im Wahlkreis Altmark erhielt er 8,5 Prozent der Erststimmen und zog über die Landesliste der FDP in den 20. Deutschen Bundestag ein. Er ist ordentliches Mitglied im Verteidigungsausschuss und stellvertretendes Mitglied im Ausschuss für Ernährung und Landwirtschaft.
Am 17. Mai 2022 trat Faber als verteidigungspolitischer Sprecher der FDP-Bundestagsfraktion zurück, weil er eine Ausschusssitzung mit dem Bundeskanzler vorzeitig verließ und damit „dem Ernst der Lage nicht gerecht wurde“, wie er auf Twitter erklärte.
Faber engagiert sich ehrenamtlich in verschiedenen gemeinnützigen Organisationen. Unter anderem gehört er seit 2013 dem Präsidium des Ambassadors Club e. V., dem Club aller akkreditierten Botschafter in Deutschland, an. Im Oktober 2019 wurde er zum Vizepräsidenten der Deutsch-Israelischen Gesellschaft gewählt und im Jahr 2022 zum Vorsitzenden der Deutsch-Taiwanischen Gesellschaft.
Am 12. Juni 2024 wurde Faber als Nachfolger von Marie-Agnes Strack-Zimmermann zum Vorsitzenden des Verteidigungsausschusses des Bundestages gewählt.

## Publikationen
- Direkte Demokratie auf Länderebene. Eine fallbezogene Vergleichsstudie. Tectum, Marburg 2013, ISBN 978-3-8288-3237-4 (zugleich: Dissertation, Potsdam 2013).

## Mitgliedschaften
- Präsident der Deutsch-Taiwanischen Gesellschaft
- Vizepräsident der Deutsch-Israelischen Gesellschaft
- stellvertretender Vorsitzender der Deutsch-Israelischen Parlamentariergruppe im Deutschen Bundestag
- Ordentliches Mitglied der Parlamentarischen Versammlung der NATO (seit 2018)
- Ehrenvorsitzender der Jungen Liberale Sachsen-Anhalt
- Mitglied im Reichsbanner Schwarz-Rot-Gold
- Mitglied im Lions Club Stendal